# HONNE
혼(HONNE)은 영국의 일렉트로니카, 소울 듀오이다. 2014년 런던에서 결성됐다. 듀오 이름은 일본어 단어 "혼네"(本音: 본음; 사람의 본심)에서 유래한다. 하지만 발음은 혼("hon")이라 명시했다. 앤디와 제임스 둘 다 작곡, 레코딩, 프로듀싱을 한다. 2014년, EP Warm On A Cold Night 와 All In The Value를 발매했다. 2015년 세번째 EP Coastal Love를 발매했다.

## 경력

### 2014년: 만남 그리고 경력 초기
앤디와 제임스는 같은 대학교 내에서 만나 "HONNE"이라는 이름으로 음악을 만들어왔다. 2014년 9월 데뷔 싱글 "Warm On A Cold Night"를 발매했다. 2014년 11월, 두번째 EP All In The Value를 발매했고, 같은 날 런던의 "Sebright Arms"라는 펍에서 첫 라이브 공연을 했다.

### 2015년: EP 앨범Coastal Love와 공연들
2015년, EP 앨범 Coastal Love를 발매하기도 전에 런던의 "Electrowerkz"에서의 공연은 매진됐다. 2015년 5월 1일, EP 앨범 Coastal Love 가 발매됐다. 그리고 "BBC Introducing" 무대에서 공연을 했다. 그 후 영국과 유럽 공연을 다녔다.

### 2016년: Gone are the Days (Shimokita Import)
2016년 초, 앨범 Gone are the Days (Shimokita Import) 가 발매됐다. 트랙은 기존 공개된 곡 "Gone Are the Days"에 6개의 신곡이 더해져 총 일곱 곡으로 구성된다. 여섯 곡 중 한 곡은 "Gone Are the Days" 리믹스이다. 정규 1집 앨범 Warm On A Cold Night는 2016년 7월 22일 발매됐다.

## 음반 목록
정규 앨범
| 제목                 | 세부사항                                                                     |
| -------------------- | ---------------------------------------------------------------------------- |
| Warm On A Cold Night | - 발매: 2016년 7월 22일 - 레이블: Tatemae Recordings - 포맷: 디지털 다운로드 |

EP
| 제목                 | 세부사항 |
| -------------------- | --- |
| Warm On A cold Night | - 발매: 2014년 9월 1일 - 재발매: 2015년 4월 10일 - 레이블: Super Recordings, Tatemae Recordings - 포맷: 디지털 다운로드   |
| All In The Value     | - 발매: 2014년 11월 24일 - 재발매: 2015년 4월 10일 - 레이블: Super Recordings, Tatemae Recordings - 포맷: 디지털 다운로드 |
| Coastal Love         | - 발매: 2015년 5월 1일 - 레이블: Tatemae Recordings, Atlantic Records - 포맷: 디지털 다운로드, CD                         |
| Gone are the Days    | - 발매: 2016년 1월 22일 - 레이블: Tatemae Recordings, Atlantic Records - 포맷: 디지털 다운로드, Vinyl, CD                 |